# Ariosoma anale
Ariosoma anale és una espècie de peix pertanyent a la família dels còngrids.

## Descripció
- Pot arribar a fer 36,3 cm de llargària màxima.
- El marge de les aletes dorsal i anal és de color negre.[3][4]

## Hàbitat
És un peix marí, demersal i de clima tropical que viu entre 11-63 m de fondària.

## Distribució geogràfica
Es troba a l'Atlàntic occidental (des del sud de Florida fins a Panamà i les Guaianes) i l'Atlàntic oriental (el golf de Guinea).

## Observacions
És inofensiu per als humans.